# São Bento Grande de Bimba
São Bento Grande de Bimba (ou de regional) é um ritmo de berimbau e um estilo de jogo criados por Mestre Bimba, utilizado na Capoeira conhecida como regional.
Tradicionalmente, na capoeira regional, ele é tocado com um berimbau médio, acompanhado por dois pandeiros de couro, um de cada lado. Mestre Bimba chamava seu conjunto instrumental de charanga.
Ele é um toque que exige um estilo de jogo enérgico, veloz, técnico, "agressivo — indica um jogo alto, rápido, com golpes aprimorados e bem objetivos, um 'jogo duro' . 
O acompanhamento do jogo é realizado também com as palmas (de Bimba) que são três (duas colcheias e uma semínima) assim como diz a música: olha a palma de Bimba: é um, dois, três. . Além das palmas, o canto é algo importante e imprescindível na capoeira regional. O seu canto caracteriza-se por 4 versos chamados de quadra e por 2 versos repetidos sequencialmente, chamados de corridos. 
Atualmente, as formações instrumentais da capoeira, de forma geral, utilizam três berimbaus: gunga, médio e viola, atabaque, pandeiro, reco-reco, o que destoa da formação utilizada por mestre Bimba. 
Alguns grupos utilizam como sinônimo do São Bento Grande, utilizado na regional, as nomenclaturas São Bento Grande de regional ou São Bento Grande de Bimba. 
O padrão gráfico do toque pode ser expresso da seguinte maneira: XX.L.(X).H.XX.L.L.H 
(x = chiado; H = Preso; L = solto).
Alguns grupos utilizam a forma contemporânea realizando somente a segunda parte do toque: XX.L.L.H.  